# София фон Хесен-Филипстал
София фон Хесен-Филипстал (на немски: Sophie von Hessen-Philippsthal; * 6 април 1695, Филипстал; † 9 май 1728, Марбург) от Дом Хесен, е ландграфиня от Хесен-Филипстал и чрез женитба титулар-херцогиня на Шлезвиг-Холщайн-Зондербург-Бек.

## Произход
Дъщеря е на ландграф Филип фон Хесен-Филипстал (1655 – 1721) и съпругата му Катарина Амалия фон Золмс-Лаубах (1654 – 1736), дъщеря на граф Карл Ото фон Золмс-Лаубах.

## Фамилия
София се омъжва в Ринтелн на 5 септември 1723 г. за Петер Август фон Шлезвиг-Холщайн-Зондербург-Бек (1697 – 1775) от странична линия на Дом Олденбург, титулар-херцог на Шлезвиг-Холщайн-Зондербург-Бек (1774 – 1775) и генерал-фелдмаршал, най-малкият син на херцог Фридрих Лудвиг фон Шлезвиг-Холщайн-Зондербург-Бек и Луиза Шарлота фон Шлезвиг-Холщайн-Зондербург-Августенбург. Тя е първата му съпруга. Двамата имат децата:
- Карл (октомври 1724 – март 1726)
- Карл Антон Август (* 10 август 1727; † 12 септември 1759), женен 1754 за графиня Шарлота фон Дона-Лайстенау (1738 – 1786)
- Улрика Амелия Вилхелмина (* 20 май 1726, умира малко след това)